# Гогосов, Владимир Антонович
Владимир Антонович Гогосов (20 декабря 1900 — 5 марта 1970) — советский государственный и партийный деятель. Отец Вадима Гогосова.

## Биография
Родился 20 декабря 1900 года в Мцхете Тифлисской губернии. В 1918—1920-х годах служил в РККА, работал учителем, был на комсомольской и партийной работе (в Крыму). Член ВКП(б) с 1928 года.
В 1932 году окончил Новочеркасский авиационный институт. В 1934—1936 годах набирался опыта на авиационных предприятиях США и Франции. В 1936—1939 годах директор Рыбинского авиационного института.
В 1939—1940 годах заместитель председателя Исполнительного комитета Ярославского областного Совета; с 1940 по февраль 1943 года — председатель. С 25 января 1943 года по ноябрь 1947 года председатель Исполнительного комитета Кемеровского областного Совета.
В 1947—1955 годах инспектор ЦК ВКП(б), затем заместитель председателя Государственной штатной комиссии Совета министров СССР, затем уполномоченный ЦК КПСС по организации зерновых совхозов в Казахской ССР. Депутат Верховного Совета СССР 2 созыва (1946—1950). В 1955—1957 годах председатель Государственного планового комитета Совета министров Казахской ССР, заместитель председателя Совета министров Казахской ССР.

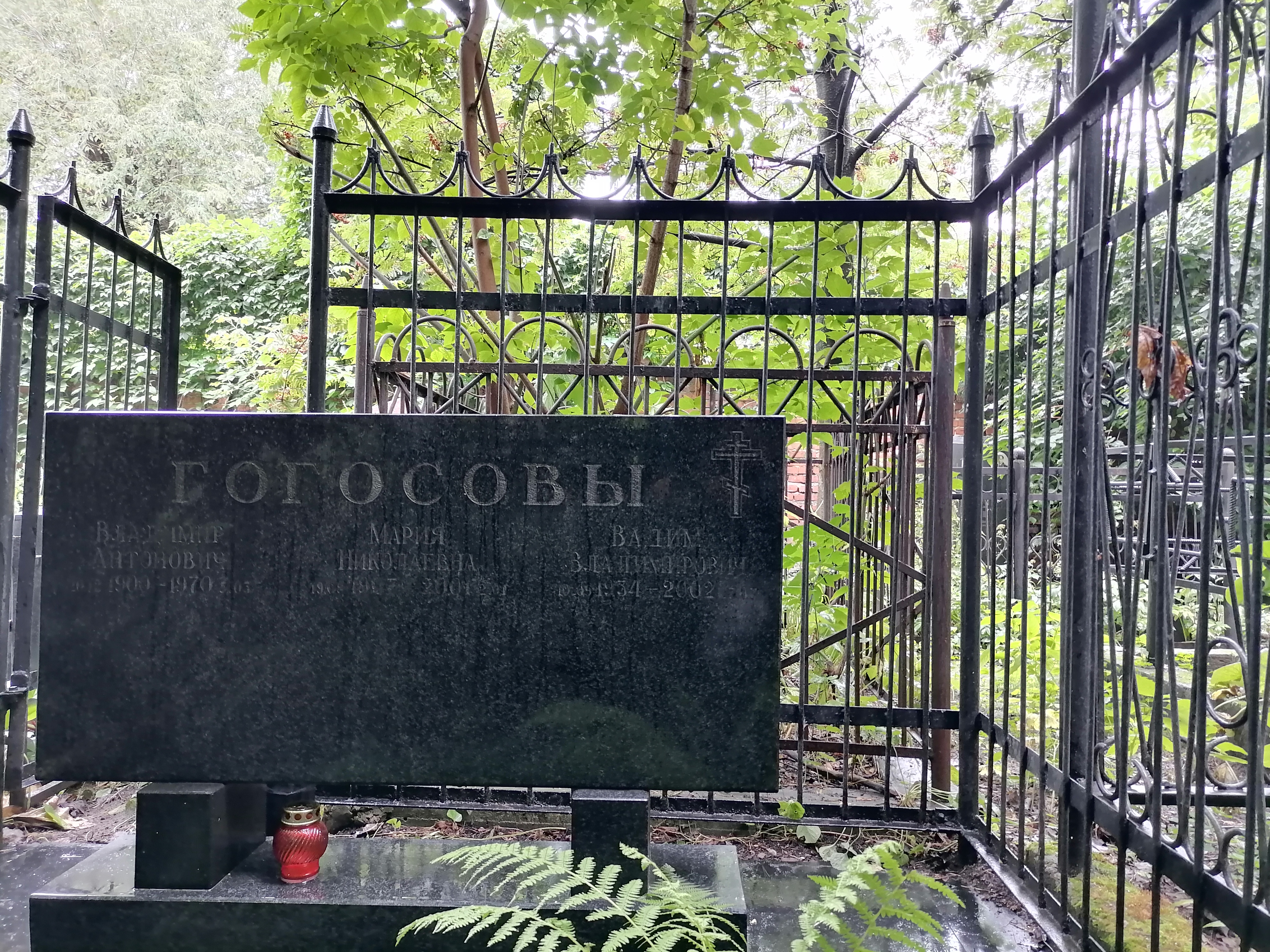
Могила на Ваганьковском кладбище

Умер в 1970 году. Похоронен на Ваганьковском кладбище (7 уч.).

## Награды
Орден Трудового Красного Знамени
Орден Отечественной войны I степени